# Mina de São Domingos
Mina de São Domingos ist ein historischer Bergbauort, in der Gemeinde Corte do Pinto im Landkreis Mértola im Alentejo/Portugal.
Das Bergwerk befindet sich im Zentrum einer geologischen Schwefelkiesschicht, die den gesamten Süden der Iberischen Halbinsel durchzieht (Pyritgürtel der südiberischen Halbinsel). An der gleichen Pyritschicht befinden sich auch die inzwischen geschlossenen Bergwerke Mina de Canal Caveira, Mina de Lousal, Aljustrel und das noch produzierende Bergwerk Mina de Neves Corvo. In Spanien bauten die bekannten Minas de Riotinto auf dem Pyritgürtel.
Die Gesamtfördermenge wird auf 25 Millionen Tonnen pyrithhaltiges Gestein in São Domingos geschätzt. Dies Gestein hatte ca. 45 % Schwefelanteil; der Kupfer- und Zinkgehalt lag bei 1,25 bzw. 3 %. 

## Geschichte

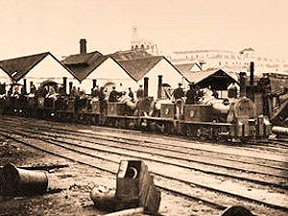
Erzbahn und Arbeiter in der Mina de São Domingos im 19. Jahrhundert

Die Geschichte der Mina de São Domingos reicht bis zu den Phöniziern zurück, die neben Kupfer aus dem Erz Gold und Silber gewannen.
Die zweite Bergbauperiode geht auf das Römische Reich in der Zeit zwischen 12 und 397 n. Chr. zurück. In dieser Zeit wurde das Bergwerk bis in eine Tiefe von 40 Metern ausgebaut. Die Gesamtfördermenge dieser Periode wird auf rund 750.000 Tonnen Kupfererz geschätzt.
Im Jahre 1858 begann die industrielle Ausbeutung der Lagerstätte durch die Firma Manson and Barry, die die Sabina Mining Company gründete, die das Bergwerk bis zur Schließung im Jahre 1966 betrieb. Damit endete die Kupfergewinnung in diesem Gebiet. Es handelte sich hierbei um Tagebau mit bis zu 120 m Tiefe und Tiefbau, der eine Teufe von bis zu 400 m erreichte. Mit der Schließung des Bergwerks setzte der Niedergang des ehemals wohlhabende Bergbauorts São Domingos ein, große Teile der Bevölkerung wurden arbeitslos und verloren durch die Schließung ihre Existenz, so wie auch in anderen oben genannten südportugiesischen Bergbauorten, deren Bergwerke in dieser Zeit geschlossen wurden.

## Eisenbahnstrecke Mina de São Domingos–Pomarão
Zum Transport des Erzes wurde eine Eisenbahnstrecke gebaut, die ausschließlich im Güterverkehr durch die Bergbaugesellschaft betrieben wurde. Die Strecke hatte eine Gesamtlänge von ca. 15 km. Im Flusshafen von Pomarão, der Endstation der Bahnstrecke am Fluss Guadiana, entstand eine Verladestation. Die Strecke wurde ebenfalls im Jahre 1966 eingestellt.

## Umweltschäden
Die Sabina Mining Company hatte das Bergwerk im Jahre 1966 verlassen, ohne für entsprechende Sanierung der bereits aufgetretenen Umweltschäden zu sorgen. Die Situation hat im Hinblick auf die Grundwasserverschmutzung seither beunruhigende Formen angenommen. Die aufgehäuften Halden des Bergwerkes werden auf mehrere 100.000 Tonnen geschätzt. Sie enthalten neben einem hohen Sulfidanteil auch Mauerreste und sonstige Bergbauabfälle. Ausblühungen von sekundären Sulfaten wie Melanterit und Jarosit sind heute an vielen Stellen offen sichtbar und belasten das Grundwasser. Die Tagebaurestlöcher sind mit Wasser gefüllt, das ebenfalls hohe Metallanteile – insbesondere Eisen und Kupfer – enthält, wobei der pH-Wert des Wassers mit 2,4 im stark sauren Bereich liegt. Bei stärkeren Regenfällen dringen die gelösten Sulfate in den naheliegenden Fluss Chança und von dort in den Guadiana. Dies hat auch einen entsprechenden Einfluss auf die Landschaft und Vegetation sowie auf die Wasserversorgung dieser Gegend.

## Weblinks

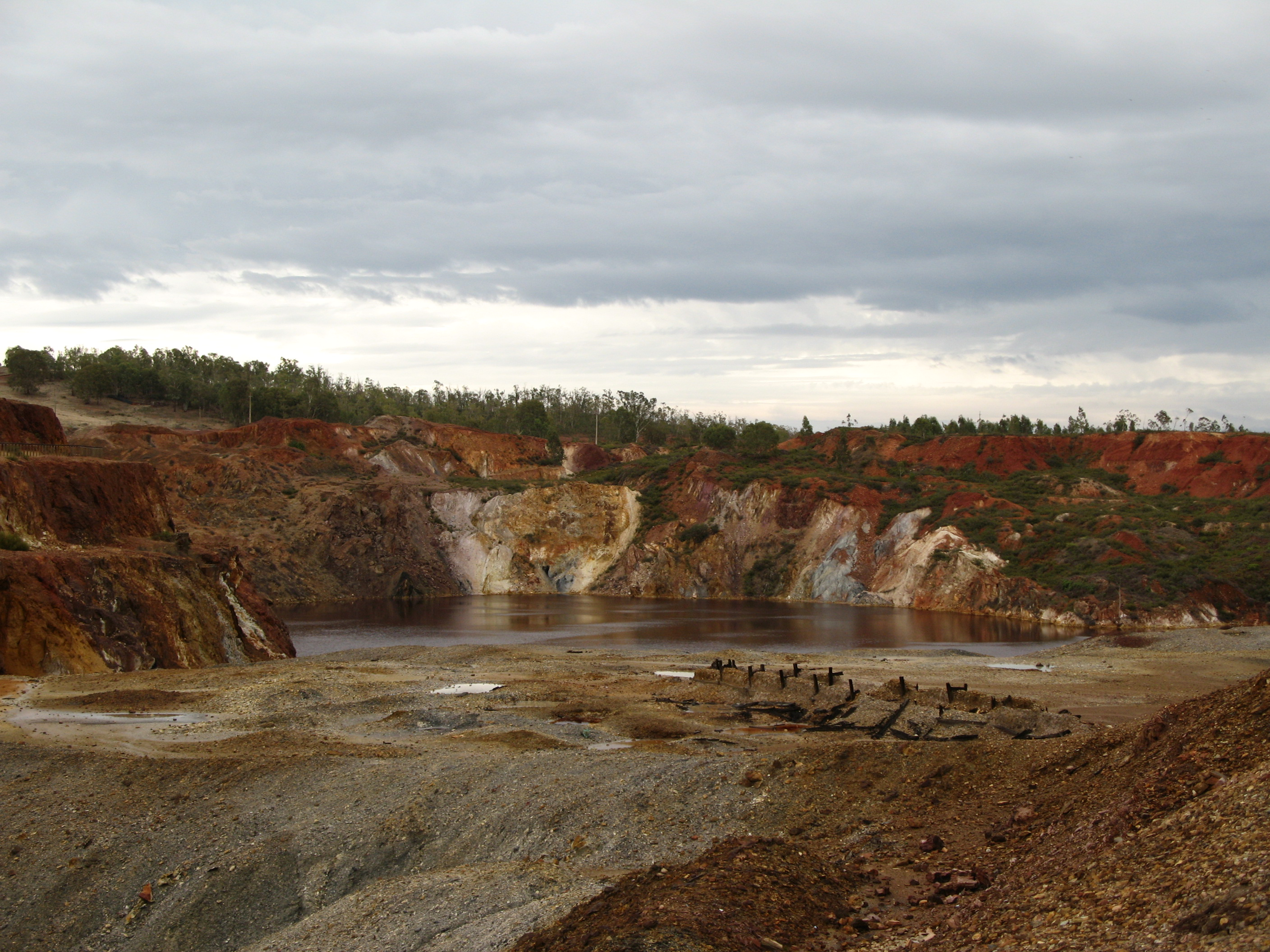
Umweltschäden auf dem Gebiet der ehemaligen Mina de São Domingos
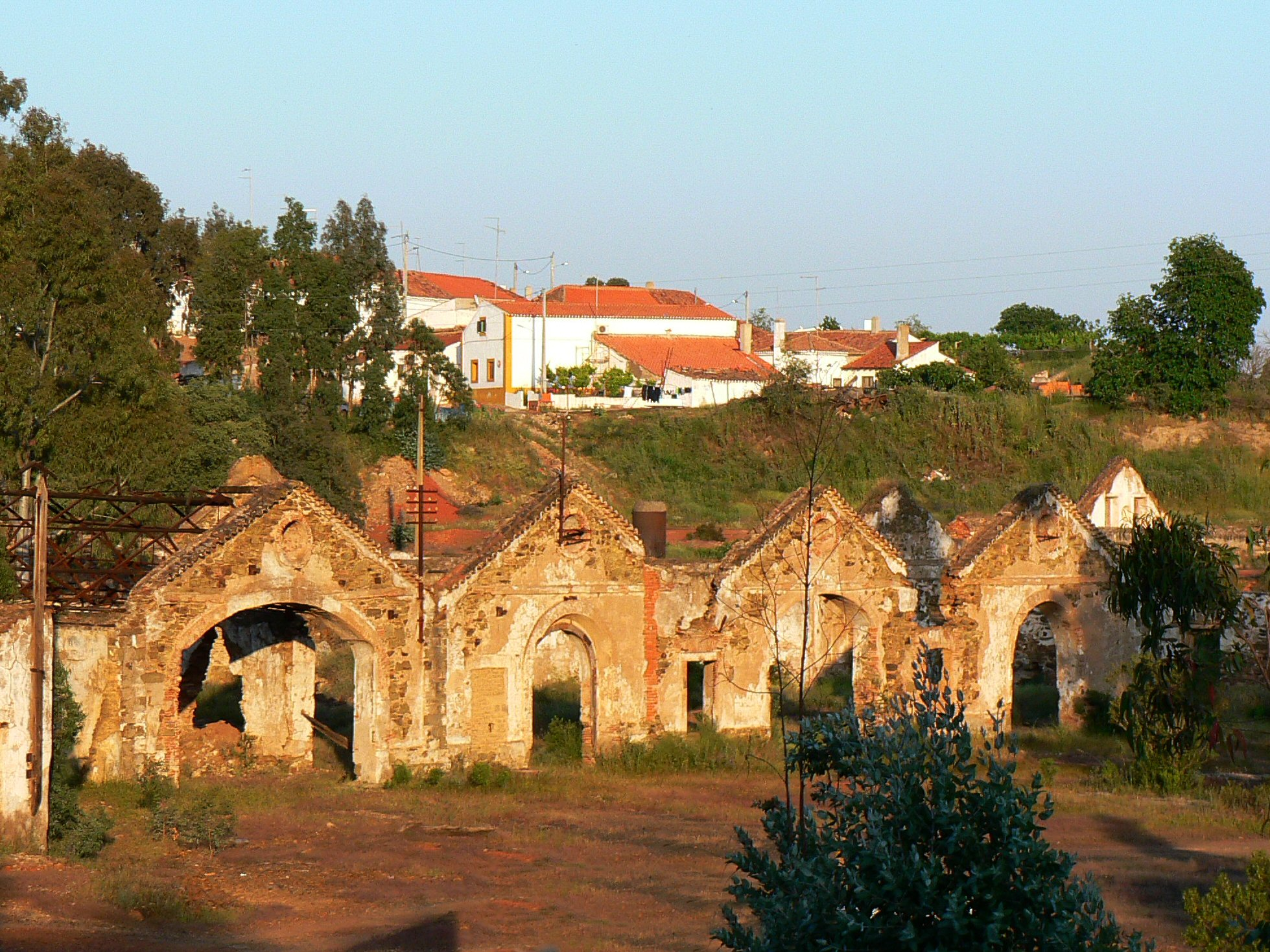
Reste der Tagesanlagen
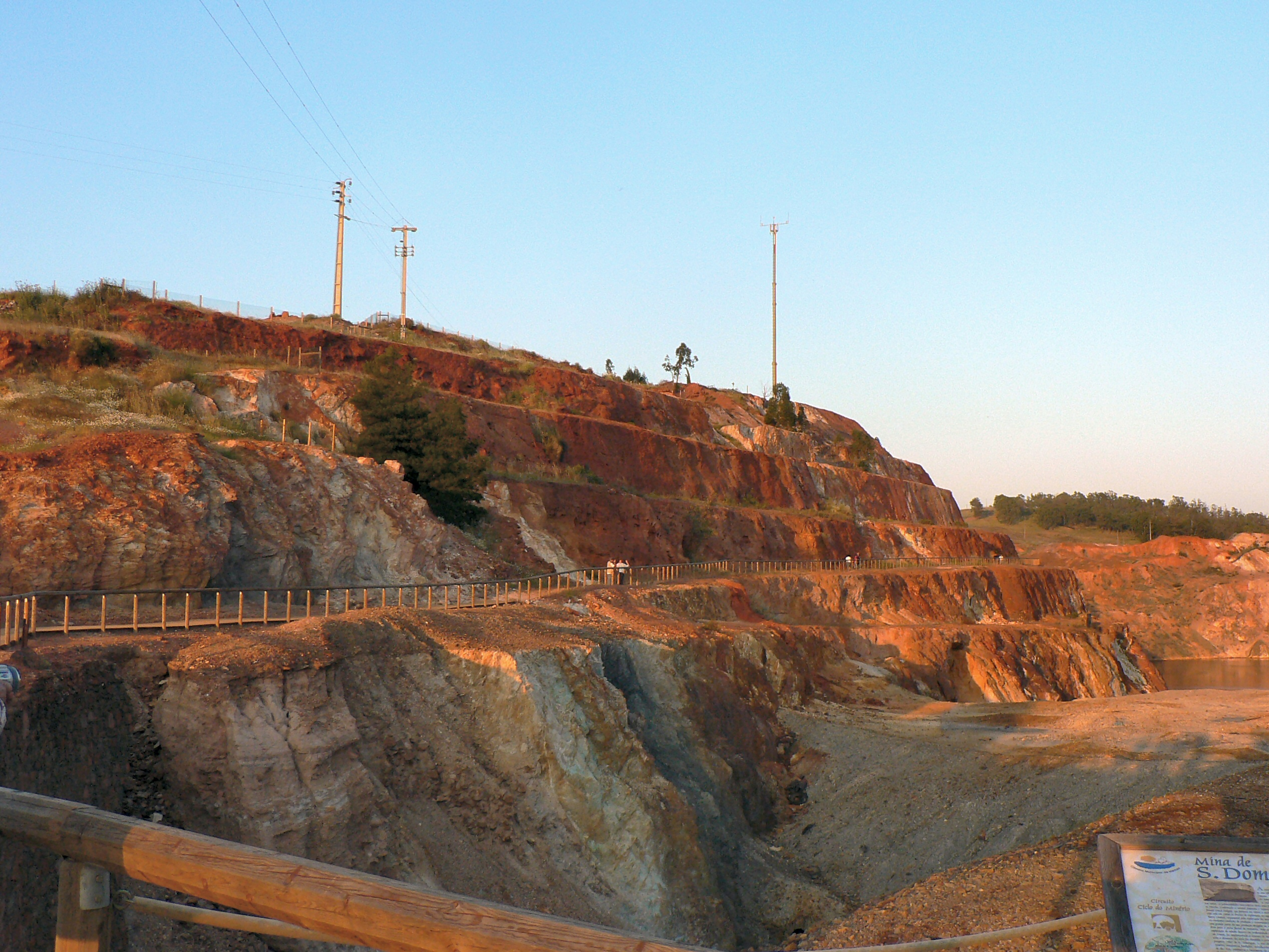
Blick in den Tagebau
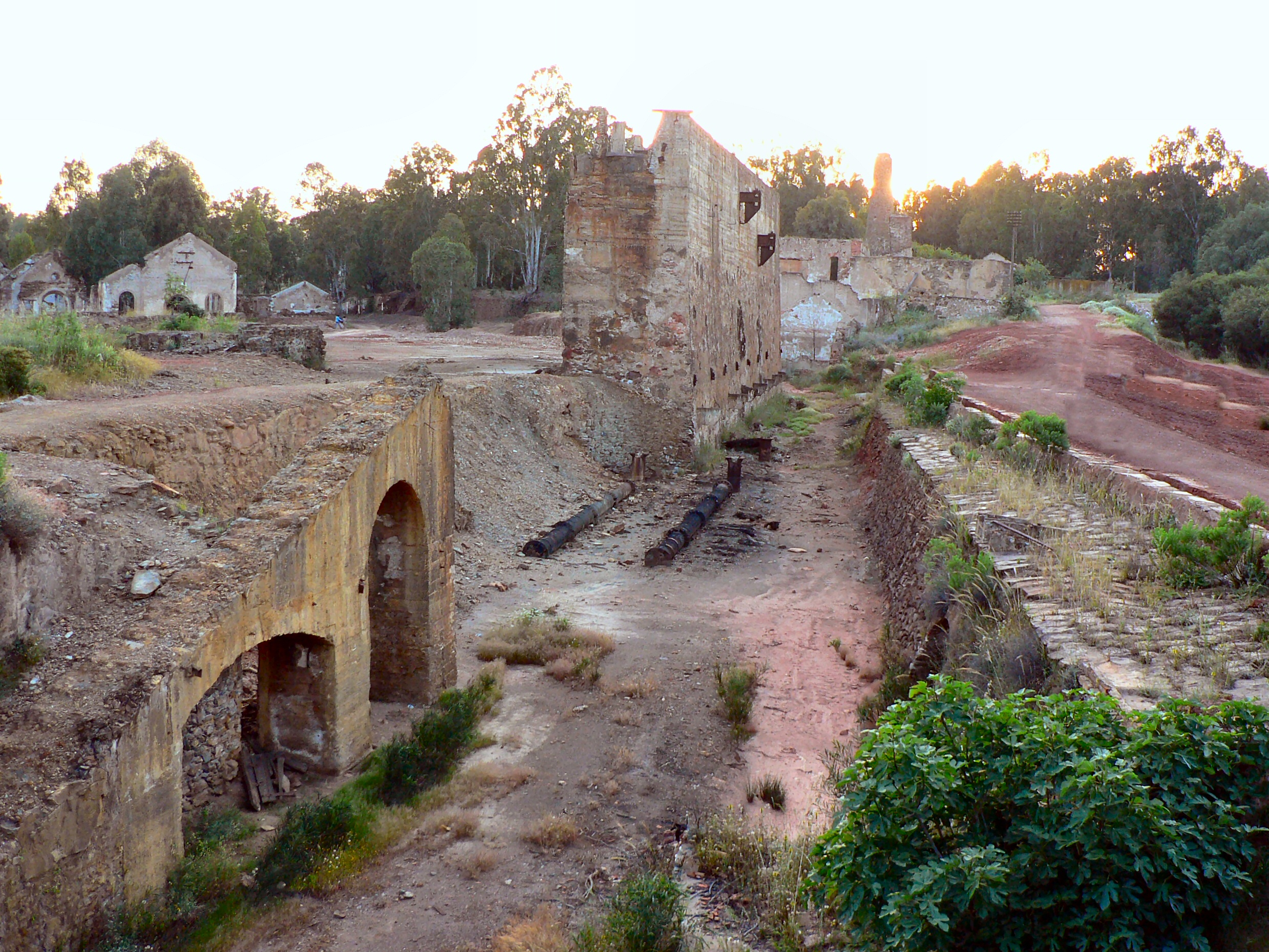
Reste der Tagesanlagen
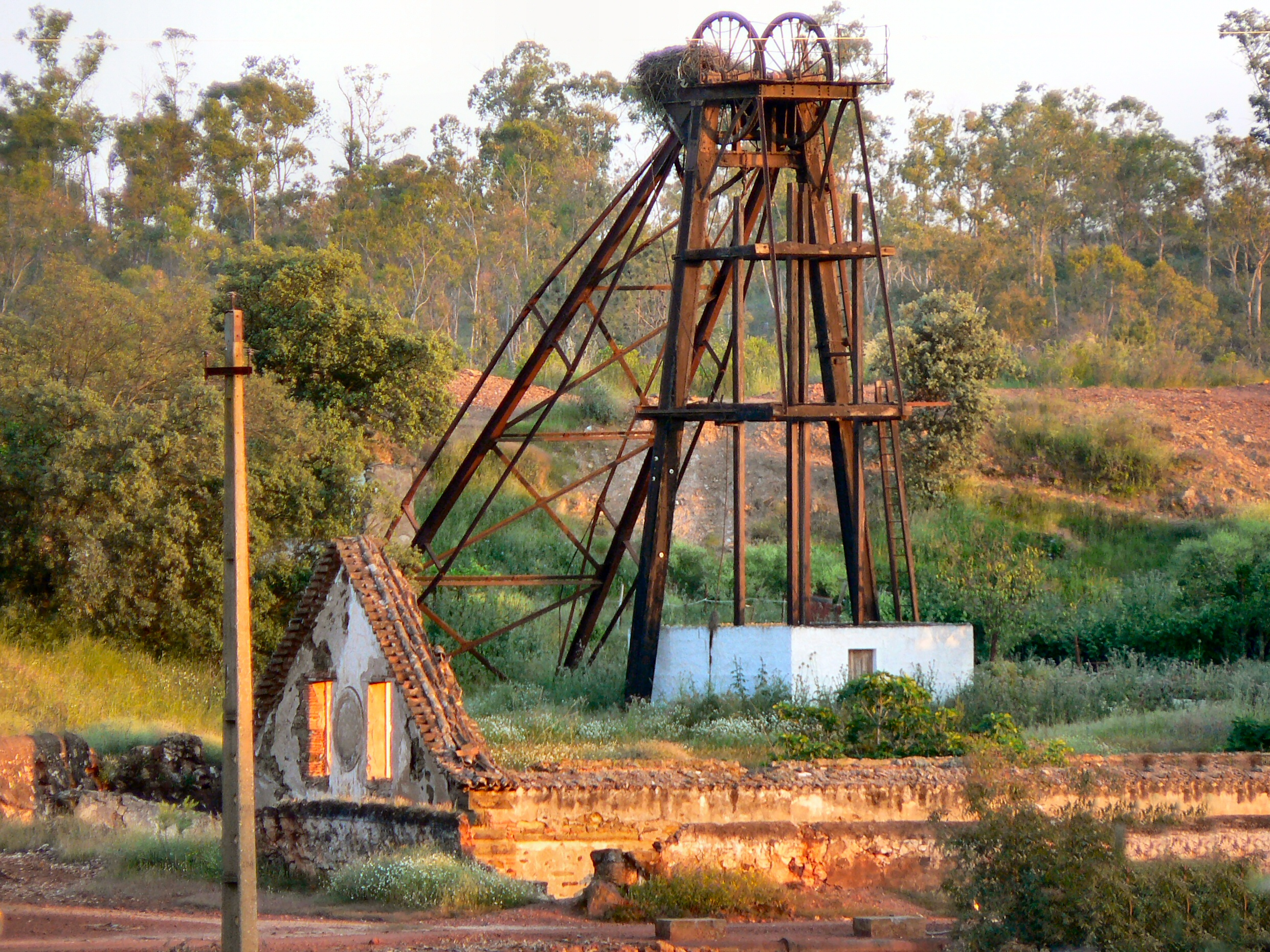
Ein Stahlfördergerüst
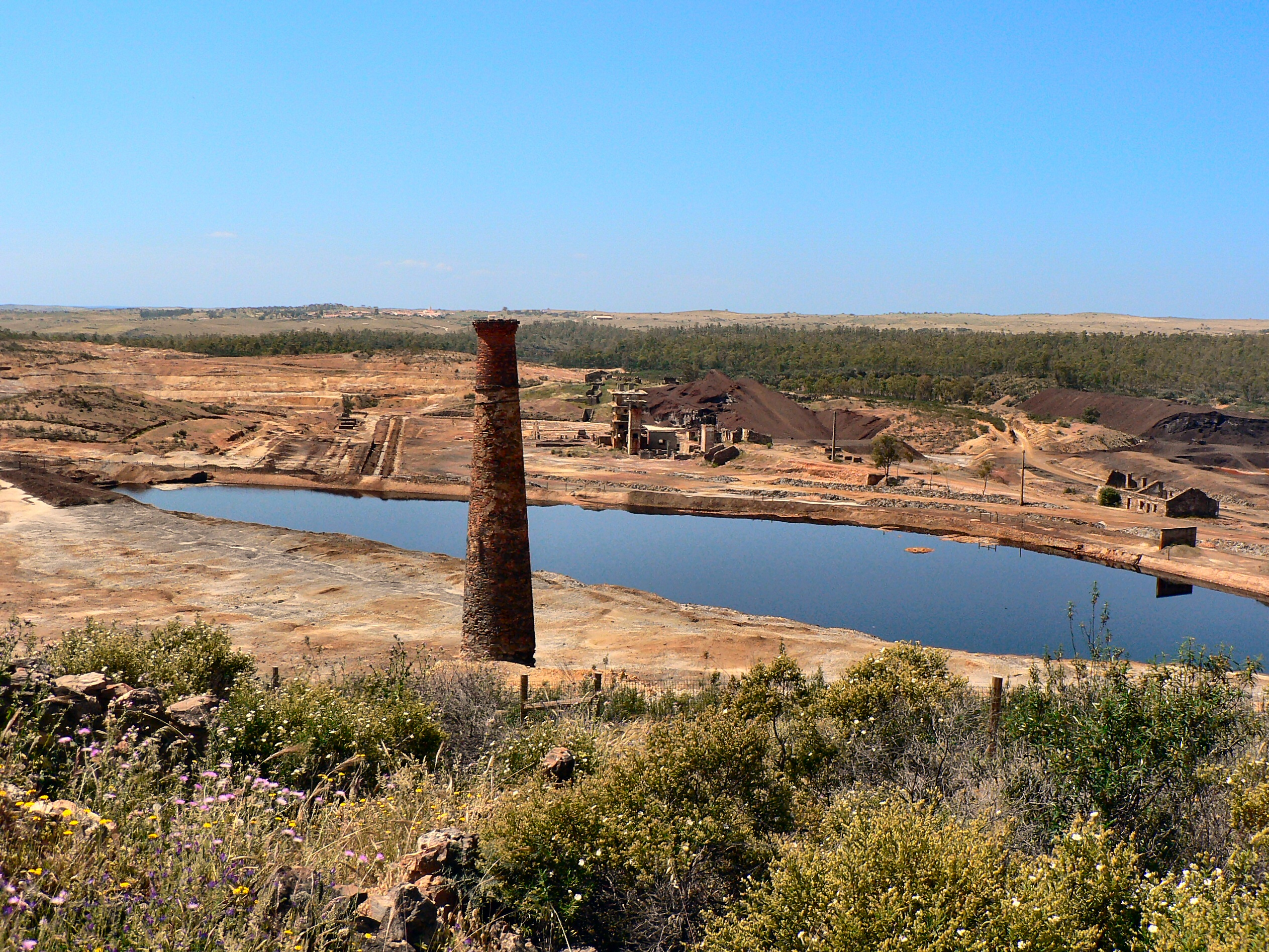
Tagebaurestloch, gefüllt mit kontaminiertem Wasser
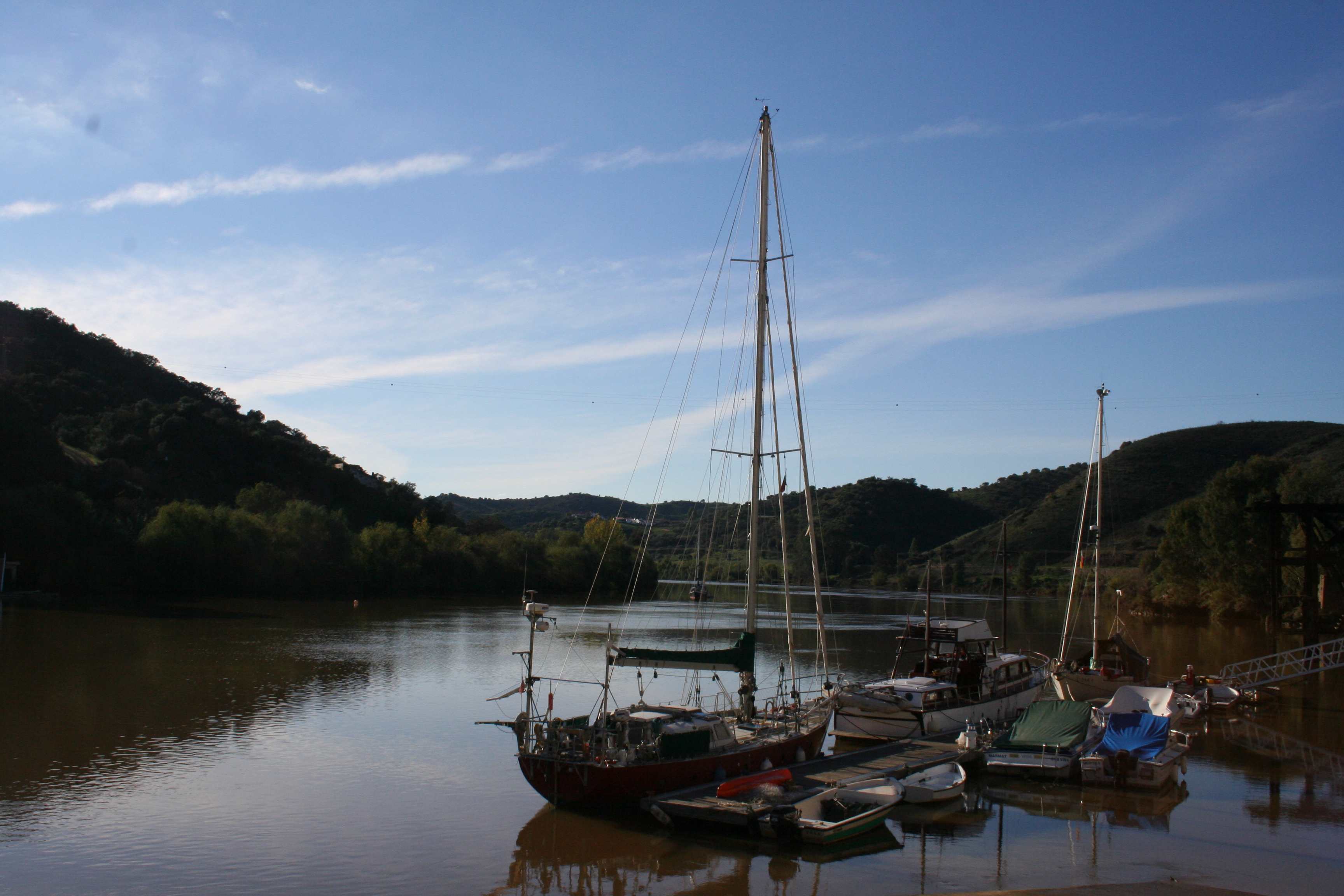
Heutiger Flusshafen von Pomarão
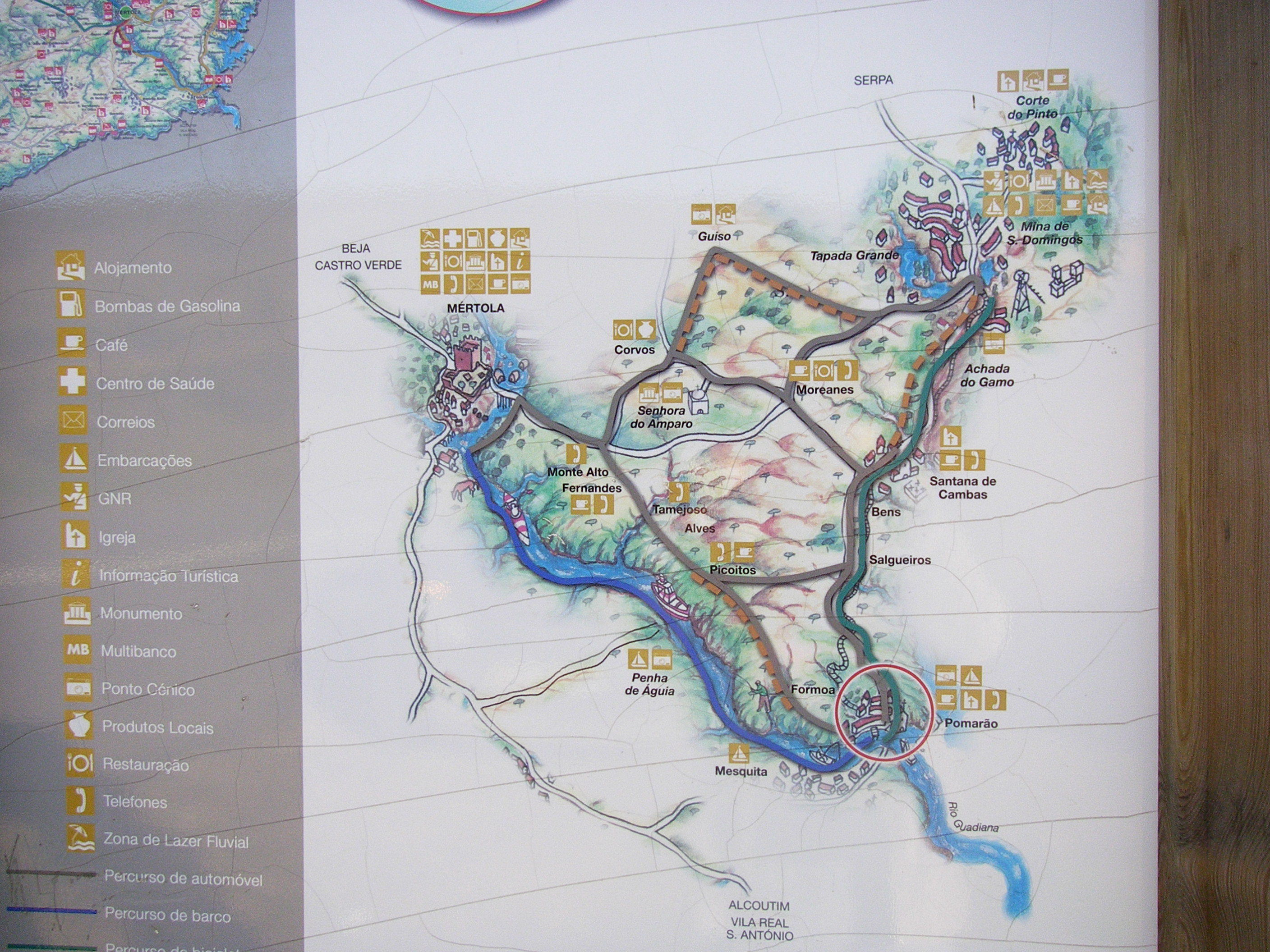
Übersichtskarte mit São Domingos und dem Verladeterminal
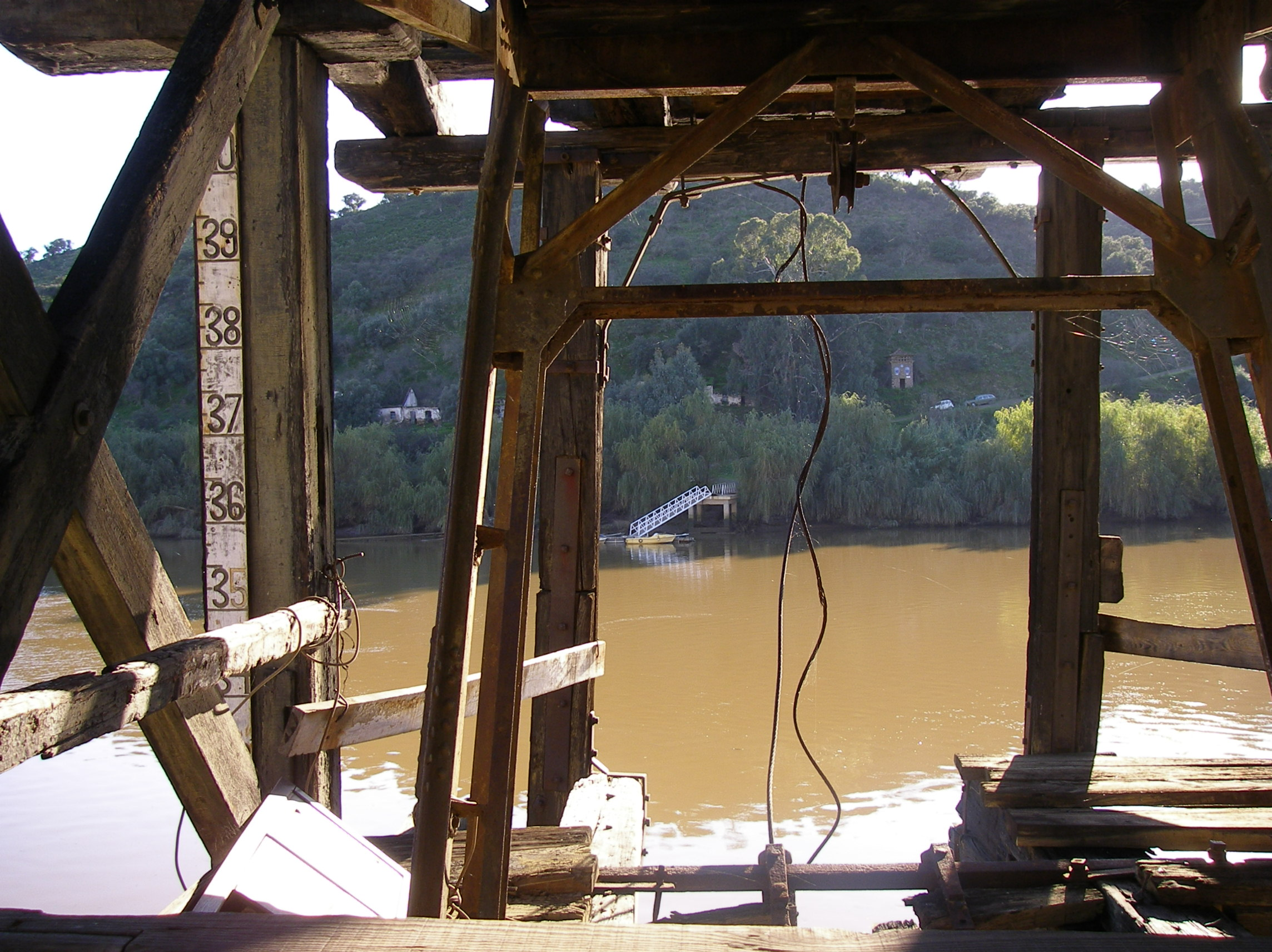
Ehemalige Verladestation in Pormarão am Rio Guadiana
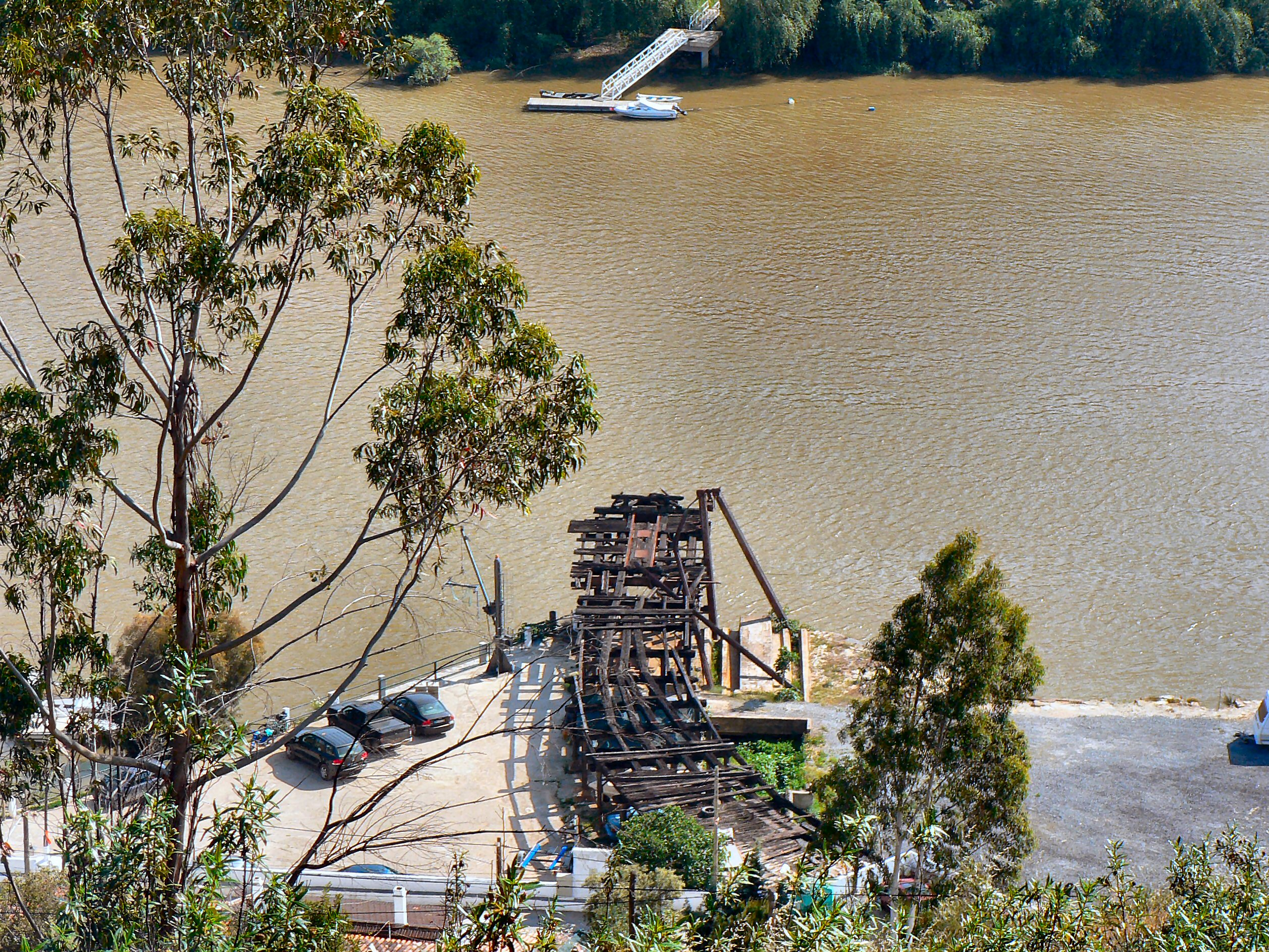
Blick auf den historischen Erzhafen von Pormarão am Rio Guadiana